# Peribaea ussuriensis
Peribaea ussuriensis är en tvåvingeart som först beskrevs av Louis-Paul Mesnil 1963.  Peribaea ussuriensis ingår i släktet Peribaea och familjen parasitflugor. Inga underarter finns listade i Catalogue of Life.